# Stegana nigripennis
Stegana nigripennis är en tvåvingeart som först beskrevs av Friedrich Georg Hendel 1914.  Stegana nigripennis ingår i släktet Stegana och familjen daggflugor. Inga underarter finns listade i Catalogue of Life.